# Lët'z Arles
 (septembre 2021).
 (septembre 2021).
 (septembre 2021).
La mise en forme du texte ne suit pas les recommandations de Wikipédia : il faut le « wikifier ».
Les points d'amélioration suivants sont les cas les plus fréquents. Le détail des points à revoir est peut-être précisé sur la page de discussion.
- Les titres sont pré-formatés par le logiciel. Ils ne sont ni en capitales, ni en gras.
- Le texte ne doit pas être écrit en capitales (les noms de famille non plus), ni en gras, ni en italique, ni en « petit »…
- Le gras n'est utilisé que pour surligner le titre de l'article dans l'introduction, une seule fois.
- L'italique est rarement utilisé : mots en langue étrangère, titres d'œuvres, noms de bateaux, etc.
- Les citations ne sont pas en italique mais en corps de texte normal. Elles sont entourées par des guillemets français : « et ».
- Les listes à puces sont à éviter, des paragraphes rédigés étant largement préférés. Les tableaux sont à réserver à la présentation de données structurées (résultats, etc.).
- Les appels de note de bas de page (petits chiffres en exposant, introduits par l'outil «  Source ») sont à placer entre la fin de phrase et le point final[comme ça].
- Les liens internes (vers d'autres articles de Wikipédia) sont à choisir avec parcimonie. Créez des liens vers des articles approfondissant le sujet. Les termes génériques sans rapport avec le sujet sont à éviter, ainsi que les répétitions de liens vers un même terme.
- Les liens externes sont à placer uniquement dans une section « Liens externes », à la fin de l'article. Ces liens sont à choisir avec parcimonie suivant les règles définies. Si un lien sert de source à l'article, son insertion dans le texte est à faire par les notes de bas de page.
- La présentation des références doit suivre les conventions bibliographiques. Il est recommandé d'utiliser les modèles {{Ouvrage}}, {{Chapitre}}, {{Article}}, {{Lien web}} et/ou {{Bibliographie}}. Le mode d'édition visuel peut mettre en forme automatiquement les références.
- Insérer une infobox (cadre d'informations à droite) n'est pas obligatoire pour parachever la mise en page.

Pour une aide détaillée, merci de consulter Aide:Wikification.
Si vous pensez que ces points ont été résolus, vous pouvez retirer ce bandeau et améliorer la mise en forme d'un autre article.
Lët’z Arles est une association à but non lucratif qui a pour mission principale de promouvoir la photographie luxembourgeoise à travers une exposition ainsi qu’une publication lors du festival international des Rencontres de la photographie d'Arles,. En effet, l'association offre chaque année à des photographes luxembourgeois émergents un dispositif de création et de diffusion complet leur permettant de se faire connaître auprès du grand public et d'un public expert dans la photographie.

## Historique
Lët'z Arles est une association à but non lucratif fondée en décembre 2016 par Florence Reckinger-Taddeï et placée sous le Haut Patronage de S.A.R. La Grande Duchesse Héritière.
Cette association soutient et promeut la photographie et les artistes liés au Luxembourg. Elle offre chaque année une bourse permettant la production d'une exposition présentée dans la programmation associée des Rencontres, l'accompagnement des artistes par un commissaire durant plus d'une année, la publication d'un ouvrage et l'itinérance de leur exposition au Luxembourg.
Acteur majeur de la photographie luxembourgeoise à l'étranger, Lët'z Arles œuvre également à la diffusion des productions des photographes luxembourgeois dans leur pays en organisant divers projets et en communiquant à travers des contenus créatifs.
L'association a également pour but de faire connaître les acteurs de la photographie luxembourgeoise et de créer des passerelles avec des partenaires basés en France, notamment les Rencontres d'Arles, mais aussi Paris Photo, l’École nationale supérieure de la photographie d'Arles (ENSP), et d'autres structures culturelles du Sud Est de la France.

## La vie de l'association

### Membres de l'association
Le conseil d'administration de Lët'z Arles est composé de : Florence Reckinger-Taddeï (présidente), Paul di Felice (vice-président), Mélanie de Jamblinne de Meux (secrétaire générale), Laurent Loschetter (trésorier), Danielle Igniti (administratrice), Steph Meyers (administrateur), Delphine Munro (administratrice), Anke Reitz (administratrice), Nico Steinmetz (administrateur) et Michèle Walerich (administratrice).
La coordination est assurée par Florence Reckinger-Taddei et Cécilia Zunt-Radot.

#### Paul di Felice
Né au Luxembourg en 1953. Docteur en Arts, il a enseigné l’histoire de l’art moderne et contemporain ainsi que la pédagogie artistique à l’Université du Luxembourg. Son champ de recherche se situe dans l’interrelation entre photographie et art contemporain. Depuis les années 1970, il est actif comme critique d’art, artiste et curateur d’expositions internationales de photographie contemporaine. Il codirige la revue Café Crème (édition & médiation) qu’il a cofondée en 1984. Codirecteur du Mois européen de la photographie au Luxembourg, il préside le réseau européen European Month of Photography qu’il a cofondé en 2006. Depuis 2003, il est consultant-curateur de la Arendt Art Collection,. Cofondateur et vice-président de Lët’z Arles, il est membre fondateur de la rédaction de la revue lacritique.org, membre de l’association des critiques d’art AICA Luxembourg et des conseils d’administration de l’IACCCA et des Amis des Musées de Luxembourg,,.

#### Danielle Igniti
Commissaire indépendante, Danielle Igniti a été directrice des centres d’art Nei Liicht et Dominique Lang de 1990 à 2019, où elle a mis en œuvre une programmation diversifiée, nationale et internationale, reflétant les tendances majeures de l’art contemporain et de la photographie, et proposant une rampe de lancement, une plateforme d’expression et d’expérimentation aux jeunes artistes. Directrice du centre culturel Opderschmelz de 2007 à 2019, elle a par ailleurs fondé et dirigé le festival de jazz international Like a Jazz Machine. Elle est membre des conseils d’administration du Frac Lorraine (Metz, France), du MUDAM (dont elle est Vice-Présidente depuis fin 2021), et de Lët’z Arles depuis 2018. Elle est également membre du Comité directeur du FOCUNA. Danielle Igniti a par ailleurs été présidente du Planning Familial de 1990 à 2015.

### Soutien à la création
Les artistes désigné(e)s par des nominateurs spécialistes de la photographie et des arts visuels et choisis par un jury international, reçoivent une bourse de production. Cette sélection se fait sous la présidence de Florence Reckinger-Taddeï, sans droit de vote. Chaque artiste bénéficie non seulement de l’accompagnement d'un(e) commissaire, mais aussi d’un suivi par des professionnels issus de secteurs variés (architecture, scénographie, expertise technique, etc.) pour la réalisation de leur projet et de l’organisation de manifestations pour le rayonnement de leur travail. Les œuvres produites sont offertes aux artistes à l’issue des expositions. Une fois les expositions terminées, Lët’z Arles poursuit son accompagnement aux artistes dans leur recherche de collaborations avec des galeries, mais aussi dans leur préparation de divers dossiers pour des bourses ou institutions.

### La promotion des expositions et publications
Lët’z Arles offre un accompagnement pour la visibilité et la communication des expositions et des ouvrages, en favorisant notamment les rencontres des artistes avec des professionnels (commissaires et responsables de programmation d’institutions et de festivals) et avec des journalistes et critiques d’art. La diffusion de leur projet s’effectue aussi via la distribution des ouvrages dans des lieux culturels, librairies d’art et boutiques de musées.
En effet, afin de prolonger et de perpétuer l’existence des expositions, Lët’z Arles édite des livres d’artistes. Ces publications complètent l’exposition, contribuent à faire comprendre la démarche des artistes, à faire connaître leur travail et à en garder une trace pérenne. Les photographes et leurs projets sont également présentés dans le catalogue des Rencontres d’Arles. Chaque ouvrage est librement pensé par l’artiste et le commissaire en lien avec son exposition.

## Editions passées et en cours

### Édition 2017:Flux Feelings
Pour sa première participation aux Rencontres d'Arles en 2017, Lët'z https://boldmagazine.lu/voyage-entre-arles-et-luxembourg-au-cercle-cite/ Arles a conçu une exposition autour de la notion de lumière où l'on retrouve le terme latin lux dans Luxembourg. Flux feelings a été pensée en référence à l'un des thèmes présent au sein du festival, le territoire, et à la présence lumineuse si particulière que l'on retrouve en Provence, dans la Chapelle de la Charité et qui est aussi à l'origine de la photographie. C'est un portrait éclaté aux multiples facettes que l'on pouvait retrouver du Luxembourg, l'exposition étant collective avec des artistes natifs ou ayant été inspirés par ce paysage.
Une sélection d'œuvres des artistes suivants :
Christian Aschman, Lewis Baltz, Bernd et Hilla Becher, Sven Becker, Valérie Belin, Laurianne Bixhain, Mike Bourscheid, Sébastien Cuvelier, Charles Fréger, Paul Gaffney, Patrick Galbats, Stephen Gill, Marco Godinho, Sophie Jung, Andrés Lejona, Michel Medinger, Martin Parr, Armand Quetsch, Pasha Rafiy, Romain Urhausen, Daniel Wagener, les photographes de la collection de la Ville de Luxembourg/Photothèque

### Édition 2018:Bad News / On the Other End
Pour sa deuxième participation aux Rencontres d'Arles en 2018, Lët'z Arles présente deux expositions : Bad News de Pasha Rafiy et On the Other End de Laurianne Bixhain. Nombre de visiteurs ont visité cette exposition,,,,.
Bad News, série de portraits mis en scène, est née à la suite d'un refus de Donald J.Trump d’être photographié. Pasha Rafiy, artiste Iranien vivant maintenant au Luxembourg, évoque à travers Bad News les changements politiques qui se sont opérés aux États-Unis depuis l’élection de Donald J.Trump, notamment l’interdiction aux ressortissants de sept pays musulmans de pouvoir y aller,.
Laurianne Bixhain propose avec On the Other End une réflexion sur la matérialité de l’image, ses supports de réflexions et leur présence au sein de nos vie quotidiennes.

### Édition 2019:Aedicula / Resonance
Pour sa troisième participation aux Rencontres d'Arles en 2019, Lët'z Arles présente deux expositions: Aedicula de Claudia Passeri et Resonance de Krystyna Dul,,. Les expositions ont été visibles du 1er juillet au 22 septembre 2019 pour la 50e édition du festival international de photographie des Rencontres d'Arles,,. L'association luxembourgeoise a donc investit pour la deuxième fois la Chapelle de la Charité. La semaine d'ouverture a suscité l'intérêt des médias, notamment luxembourgeois mais aussi français,. Ces deux protagonistes ont également pu montrer leur travail à leur juste valeur bien qu'il soit difficile d'être reconnues comme elles l'ont été en tant que femmes artistes, extérieures à la scène française dans le milieu de la photographie,.
L'artiste plasticienne italo-luxembourgeoise Claudia Passeri a été sélectionnée par un panel d'expert que sont Paul di Felice, Danielle Igniti, Kevin Muhlen, Michèle Walerich et Anouk Wies pour que son projet soit exposé dans la Chapelle de la Charité aux Rencontres d'Arles,. De fait, Aedicula prend pour point de départ Furlo, petit village d’Italie centrale autrefois lieu de villégiature de Mussolini. Elle explore les questions de transmissions et de construction du discours historique. L'exposition a été réalisée sous le commissariat de Danielle Igniti,.
La photographe Krystyna Dul a quant à elle était élue lauréate du prix stART-up Studio du Fond de l'Œuvre nationale de secours Grande-Duchesse Charlotte,. Ainsi, Resonance propose un travail photographique au sein d’une maison désertée par son propriétaire, un homme âgé, dans laquelle les archives entrent en relation avec des photographies des lieux pour créer une atmosphère fictionnelle et intimiste. Paul di Felice a été le commissaire de cette exposition,.
Le festival a accueilli Sam Tanson, ministre de la Culture et de la Justice du Luxembourg ce qui fut une consécration cette année-là pour la participation luxembourgeoise à des événements culturels internationaux en France, qui plus est, en photographie avec l'association Lët'z Arles,,.

### Édition 2021:Erre / Providencia
Pour sa quatrième participation aux Rencontres d'Arles en 2021, Lët'z Arles présente deux expositions: Erre de Lisa Khol et Providencia de Daniel Reuter,,.
Daniel Reuter et Lisa Kohl ont été sélectionnés parmi un jury pour exposer leur projet au festival international de la photographie des Rencontres d'Arles. Ce dernier, réuni en octobre 2019 était composé de Paul di Felice, Marta Gili, Danielle Igniti, Steph Meyers, Sam Stourdzé, Michèle Walerich et Christoph Wiesner. Le choix a été fait sous la présidence de Florence Reckinger-Taddeï sans droit de vote.
Le projet de Daniel Reuter, Providencia, une série commencée au désert d’Atacama pour se poursuivre ensuite dans le quartier d’affaires de Santiago au Chili. Entre latence, tension et matérialité du verre, ce travail évoque en creux la situation politique du Chili de 2019. Providencia - la providence - dans son sens biblique, décrit l’intervention de Dieu dans l’univers, une influence hors du contrôle humain. Le quartier Providencia, à Santiago du Chili, donne à la fois le cadre et le titre à cette nouvelle série de Daniel Reuter. Son regard explore les marques d’un contexte de divergence récemment porté à la surface, à partir de l'urbanité : détails architecturaux, structures de fortune, arbres et feuillages, clôtures de chantier obstruant la vue. En résonance avec des sujets de recherche tels que l’identité et la mémoire, l’artiste prend appui sur cette topographie chargée et traduit sa texture, son reflet et sa lumière. Se cristallise l’investigation d’un territoire plus profond et intériorisé, conjurant rêves et désenchantement d’un monde en mouvement. L'exposition a été réalisée sous le commissariat de Michèle Walerich, responsable photographie au Centre national de l'audiovisuel (CNA) à Dudelange.
Le projet de Lisa Kohl intitulé Erre est un travail qui se divise en trois séries: Passage, Shelter et Haven. Toutes évoquent la question de la fuite, de l’exil et du refuge mais à chaque fois sous un angle différent. Les œuvres de Lisa Kohl parlent de fuite, d’exil, de non-lieu de vie ou de survie, d’invisibilité et d’absence. Avec audace, elle réussit à lier le réel à la poésie. Par l’esthétique poétique des images, elle nous invite à une réflexion sur l’identité, la patrie, le passage des frontières, la futilité et l’espoir. Présence et absence, le travail se frotte à une contradiction. Il s’agit de changer de perspective, de montrer l’invisible et de donner une voix. L’artiste cherche à trouver un équilibre dans le décalage et la transition. Elle avance en créant des images, des expériences à partager, des traces à suivre. Cette exposition a été organisée sous le commissariat de Danielle Igniti.

### Édition 2022:Romain Urhausen, en son temps
Pour sa cinquième participation aux Rencontres d'Arles en 2022, Lët'z Arles est annoncée cette fois-ci dans la programmation officielle avec l'exposition Romain Urhausen en son temps. En effet, l'association a décidé de valoriser et de rendre hommage à un photographe luxembourgeois, Romain Urhausen, décédée en juillet 2021. Pour ce faire, six thèmes rythmeront l’exposition de façon fluide et sans contraintes chronologiques. En présentant l'œuvre de Romain Urhausen, l'exposition montrera comment sa photographie témoigne de son temps et contribuera à réunir les sensibilités objectives et subjectives de l'époque. Paul di Felice, fondateur de l'association Café Crème et vice-président de Lët'z Arles en sera le commissaire d'exposition, assisté par Krystyna Dul,.
La conférence de presse donnée au Centre national de l'audiovisuel le 29 mars 2022 a suscité l'intérêt de divers médias, comme RTL.

## Expositions aux Rencontres d'Arles et au Luxembourg
Lët’z Arles permet à chaque artiste de présenter une exposition inédite aux Rencontres d’Arles, qui rassemble un public très diversifié d’experts et d’amateurs, durant trois mois. Ce programme leur permet de se confronter à une scène artistique internationale de qualité, de rencontrer et d'échanger avec des professionnels de la photographie du monde entier et de se faire également connaître du grand public. Les expositions font ensuite l’objet d’une itinérance au Luxembourg, et sont repensées spécifiquement pour ce second lieu. Cette présence au Luxembourg permet à un large public du Grand-Duché de découvrir les créations des artistes précédemment montrées à Arles.

### À Arles
Depuis 2017, Lët'z Arles investit la Chapelle de la Charité située sur le boulevard des Lices. Ce monument historique nécessitait des aménagements particuliers afin de pouvoir accueillir les photographies des artistes dans de meilleures conditions de conservation possibles. Les œuvres contemporaines se mêlaient donc à un espace de l'époque médiévale faisant partie du couvent des carmélites.
Lors de l'édition 2022, l'association investit l'Espace Van Gogh aux côtés de l'exposition monographique sur Lee Miller,. Construit aux XVIe et XVIIe siècles, ce vaste ensemble au cœur du centre historique arlésien a accueilli jusqu'au XXe siècle un hôpital dont un des hôtes les plus renommés fut Vincent Van Gogh, qui l'a représenté sur plusieurs de ses toiles. Bâtiment appartenant à la Ville d'Arles et comprenant également une médiathèque et un amphithéâtre, il abrite quatre espaces d'exposition où sont habituellement présentés les projets les plus "historiques" des Rencontres d'Arles.

### Au Luxembourg
Dès que le festival des Rencontres d'Arles se termine, les œuvres retournent au Luxembourg afin de diffuser et de promouvoir les artistes au sein de leur pays natal.

#### Flux Feelings au Cercle Cité en 2018
Flux Feelings, première exposition organisée par Lët'z Arles, a été montrée dans l'espace d'exposition Ratskeller du Cercle Cité du 17 mai au 24 juin 2018. Elle fait suite à la première participation de Lët'z Arles aux Rencontres de la photographie d'Arles en 2017.
Cette exposition au Ratskeller montre une sélection d'œuvres issues de l'exposition arlésienne et adaptée au contexte. Sont présentées différentes déclinaisons de thèmes fédérateurs dans le temps via des interprétations personnelles des artistes ou des images issues de commandes qui font partie aujourd'hui des collections nationales du Luxembourg.
Comme présenté à Arles, le panorama se compose de photographes de différentes écritures et générations au Luxembourg, mais aussi d'artistes internationaux qui ont posé leur regard sur le paysage naturel et humain du Grand-Duché, dressant ainsi un portrait multiple autour des questions de l'identité et de la représentation du Luxembourg.
Cette exposition est organisée par le Cercle Cité en collaboration avec l'association Lët'z Arles à la suite de la participation luxembourgeoise aux Rencontres de la photographie - Arles 2017, en collaboration et avec le soutien du Ministère de la Culture et du fonds stART-up de l'Œuvre Nationale de Secours Grande-Duchesse Charlotte.

#### Luxembourg - Arles - Luxembourg en 2019
Bad News et On the Other End, les éditions de 2018 ainsi que Resonance et Aedicula, les éditions 2019 ont donné lieu à l'exposition Luxembourg-Arles-Luxembourg organisée au Ratskeller dans le Cercle Cité du 4 octobre au 3 novembre 2019. Elles sont présentées à travers des dispositifs adaptés au contexte du Ratskeller sous le commissariat de Paul di Felice, Danielle Igniti, Michèle Walerich et Anouk Wies.
L’exposition Luxembourg-Arles-Luxembourg organisée au Cercle Cité a fait suite à la troisième participation de l’association Lët’z Arles aux Rencontres de la photographie d’Arles en 2019.

#### A la Konschthal Esch en 2021
Erre et Providencia, les éditions 2021 ont été montrées à la Konschthal Esch du 02 octobre 2021 au 09 janvier 2022. Sous la direction de Christian Mosar, la Konschthal Esch, nouvel espace d'art contemporain à Esch-sur-Alzette, a intégré les projets de Daniel Reuter et Lisa Kohl dans sa programmation inaugurale, dans une configuration scénographique dédiée, adaptée aux projets audacieux des deux artistes. Durant plus de trois mois, les deux expositions ont été accessibles gratuitement à tous les publics. 2 200 visiteurs ont été accueillis.
Les projets Providencia et ERRE ont été montrés aux côtés de l’exposition Ego-Tunnel de Gregor Schneider ainsi que dans la section Project room, les travaux de Martine Feipel & Jean Bechameil et de Niels Ackermann & Sébastien Gobert.
Par ailleurs, Daniel Reuter a bénéficié d'une exposition personnelle, Oversees, à la galerie Nosbaum Reding, du 22 avril au 12 juin 2021.

#### Les échos au Luxembourg pour l'édition 2022
Avec l'exposition hommage Romain Urhausen en son temps, Lët'z Arles organisera en 2022 et 2023 plusieurs échos au Luxembourg. Une exposition qui aura lieu au parc de Merl, à l'initiative de la Ville de Luxembourg ou à la galerie Schlassgoart en 2023, grâce à un partenariat avec ArcelorMittal,. D'autres projets auront également lieu comme l'impression d'une série de 8 timbres de collection dédiés grâce à POST ou encore une sélection de photographies présentées à la gare de Luxembourg grâce à CFL.

## Publications
Depuis le lancement de l’initiative fin 2016, Lët’z Arles a eu à cœur d’accompagner ses expositions de publications, qui ancrent les projets dans la durée et apportent un regard complémentaire aux œuvres exposées. Ces publications sont donc bien plus que des catalogues d’exposition. Depuis 2019, les publications de Lët’z Arles sont coéditées avec le Centre national de l’audiovisuel (CNA). Elles sont distribuées dans les boutiques de centres d’art et les librairies, de Paris, d’Arles et du Luxembourg, et sont également disponibles en ligne.

### Edition 2021
Les publications des projets Lët’z Arles 2021 s’inscrivent dans la continuité de cette démarche et sont de véritables ouvrages sur mesure, à l’image des expositions, conçues entre l’artiste, son commissaire et le graphiste retenu. Sans attendre la présentation des expositions en juillet 2021, les publications Providencia et ERRE ont fait l’objet d’une parution anticipée et ont été distribuées dès l’automne 2020. Les deux ouvrages de l’édition 2021, ainsi que ceux des éditions passées, ont été présentés en consultation au sein de la Chapelle de la Charité.
À l'été 2021, les ouvrages Providencia et ERRE à Paris étaient en vente à la librairie du Jeu de Paume et la librairie de la Comète ; à Arles, à la librairie des Rencontres, la librairie des Grandes Largeurs et la librairie du Palais ; au Luxembourg, aux librairies Ernster et Alinéa, dans les boutiques du Casino Luxembourg, du Mudam et du CNA, et en ligne. Providencia est toujours disponible sur le site de Skinnerboox. Il en est de même pour ERRE, toujours disponible à la vente au Mudam.

#### Providencia
Lors de sa candidature pour Lët’z Arles, Daniel Reuter a pensé son projet Providencia comme un ensemble cohérent entre l’exposition et la publication. D’emblée, pour l’espace du livre, quelques lignes claires se sont dessinées, tout comme la volonté de trouver un coéditeur expert de l’édition photographique, aux côtés du CNA et de Lët’z Arles.
C’est Skinnerboox, maison d’édition indépendante basée en Italie, qui intègre le projet. Créée en 2013, elle se concentre sur l’édition du livre photographique, en étroite collaboration avec des photographes, designers et curateurs, et participe régulièrement à des foires du livre internationales (Polycopies Paris et Arles, Printed Matter NY…). L’éditeur Milo Montelli et le designer Federico Carpani ont ainsi développé une mise en page qui associe plusieurs papiers, transparences et textures. Le chemin de fer est rythmé par une suite de vues urbaines, de détails d’architecture et de végétaux, de portraits et de paysages et offre une expérience immersive et dense qui défie le regard.
Une contribution d’Alejandro Zambra, écrivain chilien contemporain, intègre l’ouvrage. Son récit Accent nous embarque à bord d’un taxi, et fait le récit d’une conversation entre un chauffeur et son passager, prenant comme cadre la ville de Santiago du Chili dans le contexte des soulèvements. Les propos des deux protagonistes recueillis lors de cette traversée urbaine font résonner les images du livre avec leur contexte d’actualité et les tensions présentes. L’ouvrage est bilingue, le texte est en langue originale espagnole, accompagné de sa traduction anglaise.

#### ERRE
L’exposition ERRE s’accompagne de la première publication de l’artiste, qui propose un regard sur son œuvre. Ce premier ouvrage revient sur d’autres productions et séries de Lisa Kohl, mises en regard de celles exposées à Arles, notamment : Sleepers, The Line, Land(e)scape, Inbetween, Paradise lost…
L’ouvrage comprend deux textes de référence, inédits, sur le travail de l’artiste, rédigés par Danielle Igniti et Claire Buchler (professeure d’arts plastiques détachée au Casino, Luxembourg). L’artiste ayant été particulièrement touchée par le poème « L’Errance emmurée » du poète Jamel Eddine Bencheik, une reproduction de ce poème sous forme d’une page déchirée apporte un éclairage supplémentaire sur le travail de Lisa Kohl.
Afin de proposer une cohérence graphique entre l’ouvrage et l’exposition, la conception graphique du livre a été confiée à l’agence Bunker Palace, également en charge de l’identité graphique des projets d’exposition ERRE et Providencia. L’ouvrage est bilingue français – anglais.

### Edition 2022

#### Romain Urhausen
Fruit d’une collaboration avec Lët’z Arles et le CNA, un ouvrage consacré à Romain Urhausen sera édité par la maison d’édition française spécialisée en photographie, delpire & co. Cette dernière a été fondée en 1953 et dirigée par Robert Delpire pendant plus de soixante ans. Connu pour son œil, il a eu un apport considérable dans l’histoire de la photographie et a contribué à la reconnaissance d’artistes devenus incontournables tels que Robert Frank, William Klein, Henri Cartier-Bresson, Josef Koudelka ou Sarah Moon. Au fil des années, de nombreuses collections voient le jour – d’abord NEUF, puis L’Encyclopédie Universelle, Maestro, Photo Poche et Des Images et des Mots – éclectiques mais avec toujours la même ambition : « étonner l’œil », dans une véritable « exploration amoureuse » de la photographie.
Situé dans le quartier de Saint-Germain-des-Prés à Paris, à la fois maison d’édition, librairie, galerie, lieu de vie et de rencontres, Delpire & co souhaite œuvrer à la naissance de projets photographiques exigeants, d’écritures photographiques singulières, de rencontres entre le texte et l’image, de recherches curatoriales, de découverte de nouveaux talents comme de travaux oubliés, de points de vue politiques et d’expressions sensibles, sous la direction de Julien Frydman.
L’ouvrage bilingue (français/anglais) présente une sélection de 48 photographies de Romain Urhausen, accompagnée d’un texte de Paul di Felice et d’une contribution de Carolin Förster, critique et auteure, sur la Subjektive Fotografie. On y découvre entre autres des œuvres graphiques, souvent capturées à l’aide de techniques expérimentales, ainsi que ses célèbres clichés des Halles, réalisés avant la destruction du pavillon Baltard en 1971.